# Scacchi e Scienze Applicate
Scacchi e Scienza Applicate è una rivista di cultura e storia degli scacchi diretta da Romano Bellucci (dir. responsabile: Luciana Busetto).
Dal 1981 al 1984 è stato pubblicato ogni sei mesi, dal 1985 esce una volta all'anno.
Saltuariamente la rivista pubblica articoli di studiosi esteri anche in lingua inglese. Articoli sulle collezioni tematiche di Gianfelice Ferlito.